# 1500-Meter-Lauf
Der 1500-Meter-Lauf ist ein Bahnwettkampf der Leichtathletik. Zu laufen sind auf einer 400-Meter-Bahn zunächst 300 Meter einer Runde und dann drei volle Stadionrunden. Gestartet wird nach der ersten Kurve im Stehen (Hochstart) von einer gekrümmten Startlinie (Evolvente). Der 1500-Meter-Lauf gehört mit dem 800-Meter-Lauf zur Gruppe der Mittelstrecken.
Die schnellsten Männer erreichen Zeiten um 3:26 Minuten, das entspricht einer Durchschnittsgeschwindigkeit von 7,28 m/s ≈ 26,21 km/h.
Die schnellsten Frauen erreichen Zeiten um 3:50 Minuten, das entspricht einer Durchschnittsgeschwindigkeit von 6,52 m/s ≈ 23,48 km/h.
Die Streckenlänge hat ihren Ursprung in europäischen Ländern mit metrischen Maßsystemen, wo im 19. Jahrhundert auf 500-Meter-Bahnen gelaufen wurde. Der 1500-Meter-Lauf war schon bei den ersten Olympischen Spielen der Neuzeit 1896 in Athen eine Wettkampfdisziplin der Männer. Frauen durften die 1500 Meter erstmals 1969 in Athen bei Europameisterschaften und 1972 in München bei Olympia laufen.
Im englischsprachigen Raum wurde lange Zeit die Meile (1609,344 m) bevorzugt. Sie blieb noch bis in die zweite Hälfte des 20. Jahrhunderts eine attraktive Strecke, weil es die runde Marke von vier Minuten zu unterbieten galt (erstmals durch Roger Bannister in 3:59,6 min am 6. Mai 1954 in Oxford) und weil sie annähernd vier Bahnrunden entspricht. Wettbewerbe über diese Distanz gibt es bis heute auch bei großen internationalen Sportfesten, die Strecke hat immer noch ihren Reiz.

## Geschichte
Bereits seit den ersten Olympischen Spielen starteten viele Läufer sowohl auf der 1500-Meter- als auch auf der 5000-Meter-Strecke. Der erste Doppelsieger auf beiden Strecken war der Finne Paavo Nurmi, der 1924 in Paris innerhalb von 50 Minuten beide Goldmedaillen gewann. Auch die Kombination mit der 800-Meter-Strecke ist sehr beliebt, was sich in dieser Form auch anbietet, da beide Distanzen die wichtigsten Mittelstrecken darstellen. Schon bei den ersten Olympischen Spielen 1896 in Athen wurde der Australier Edwin Flack Doppelolympiasieger auf diesen beiden Strecken.
Von 1940 bis 1944 trieben die beiden schwedischen Rivalen Gunder Hägg und Arne Andersson die 1500-Meter-Zeit bis zur Marke von 3:43 Minuten. Grundlage war die Methode des Trainers Gösta Olander, beide täglich zwei lange Crossläufe durchführen zu lassen.
In den 1950er Jahren hatte der Meilenlauf mindestens noch die gleiche Bedeutung wie die 1500 Meter. 1954 richtete sich die Aufmerksamkeit der Öffentlichkeit für längere Zeit auf diese Strecke, weil Roger Bannister (GBR), 1954 als erster Läufer die Meile unter vier Minuten lief, die sog. 'Traummeile'.
Bis zur Mitte der 1960er Jahre gewann das Intervalltraining an Popularität, vor allem verkörpert durch Jim Ryun (USA).
Bei den Olympischen Spielen 1968 in Mexiko-Stadt traten erstmals afrikanische Läufer in Erscheinung. Kipchoge Keino aus Kenia gewann die Goldmedaille. Sechs Jahre später, 1974, stellte Filbert Bayi (Tansania) bei den Commonwealth-Spielen in einer Zeit von 3:32,2 min einen Weltrekord auf.
Ende der 1970er bis Anfang der 1980er Jahre beherrschten die rivalisierenden Briten Sebastian Coe und Steve Ovett die Szene. Ein legendärer Weltrekord gelang Steve Cram (GBR) 1985, der als Erster unter 3:30 Minuten blieb.
Seit Mitte der 1980er Jahre sind Nordafrikaner die führenden 1500-Meter-Läufer, zunächst Saïd Aouita aus Marokko, seit Anfang der 1990er Jahre Noureddine Morceli aus Algerien und schließlich ab Ende der 1990er Jahre mit Hicham El Guerrouj ein weiterer Marokkaner. Inzwischen sind alle diese Athleten nicht mehr aktiv.

## Meilensteine

### Männer
- erster offiziell von der IAAF anerkannter Weltrekord: 3:55,8 min,  Abel Kiviat, 1912
- erster Läufer unter vier Minuten: 3:59,8 min,  Harold Wilson, am 30. Mai 1908
- erster Läufer unter 3:50 Minuten: 3:49,2 min,  Jules Ladoumègue, 1930
- erster Läufer unter 3:40 Minuten: 3:38,1 min,  Stanislav Jungwirth, 1957
- erster Läufer unter 3:30 Minuten: 3:29,67 min,  Steve Cram, 1985

### Frauen
- erste Läuferin unter 4:20 Minuten: 4:19,0 min,  Marise Chamberlain, 1962
- erste Läuferin unter 4:10 Minuten: 4:09,6 min,  Karin Burneleit, 1971
- erste Läuferin unter 4:05 Minuten: 4:01,4 min,  Ljudmila Bragina, 1972
- erste Läuferin unter 4:00 Minuten: 3:56,0 min,  Tatjana Kasankina, 1976
- erste Läuferin unter 3:55 Minuten: 3:52,47 min,  Tatjana Kasankina, 1980
- erste Läuferin unter 3:50 Minuten: 3:49,11 min  Faith Kipyegon, 2023

## Erfolgreichste 1500-Meter-Läufer
- zwei Olympiasiege:
  -  James Lightbody: 1904 und 1906
  -  Tatjana Kasankina: 1976 und 1980
  -  Sebastian Coe: 1980 und 1984
- vier Weltmeistertitel:
  -  Hicham El Guerrouj: 1997, 1999, 2001 und 2003
- drei Weltmeistertitel:
  -  Noureddine Morceli: 1991, 1993 und 1995
  -  Asbel Kiprop: 2011, 2013, 2015
- Weltrekorde deutscher Läufer:
  -  Otto Peltzer: 3:51,0 min, 1926
  -  Karin Burneleit: 4:09,6 min, 1971
- Medaillen deutscher Läufer:
  -  Carsten Schlangen: Silbermedaille bei den Europameisterschaften 2010 in Barcelona

## Statistik

### Medaillengewinner der Olympischen Spiele

#### Männer
| Jahr | Goldmedaille           | Silbermedaille     | Bronzemedaille      |
| ---- | ---------------------- | ------------------ | ------------------- |
| 1896 | Edwin Flack            | Arthur Blake       | Albin Lermusiaux    |
| 1900 | Charles Bennett        | Henry Deloge       | John Bray           |
| 1904 | James Lightbody        | Frank Verner       | Lacey Hearn         |
| 1906 | James Lightbody        | John McGough       | Kristian Hellström  |
| 1908 | Mel Sheppard           | Harold Wilson      | Norman Hallows      |
| 1912 | Arnold Jackson         | Abel Kiviat        | Norman Taber        |
| 1920 | Vereinigtes Königreich | Philip Noel-Baker  | Lawrence Shields    |
| 1924 | Paavo Nurmi            | Willy Schärer      | Henry Stallard      |
| 1928 | Harri Larva            | Jules Ladoumègue   | Eino Purje          |
| 1932 | Luigi Beccali          | Jerry Cornes       | Phil Edwards        |
| 1936 | Jack Lovelock          | Glenn Cunningham   | Luigi Beccali       |
| 1948 | Henry Eriksson         | Lennart Strand     | Wim Slijkhuis       |
| 1952 | Josy Barthel           | Bob McMillen       | Werner Lueg         |
| 1956 | Ron Delany             | Klaus Richtzenhain | John Landy          |
| 1960 | Herb Elliott           | Michel Jazy        | István Rózsavölgyi  |
| 1964 | Peter Snell            | Josef Odlozil      | John Davies         |
| 1968 | Kipchoge Keino         | Jim Ryun           | Bodo Tümmler        |
| 1972 | Pekka Vasala           | Kipchoge Keino     | Rod Dixon           |
| 1976 | John Walker            | Ivo Van Damme      | Paul-Heinz Wellmann |
| 1980 | Sebastian Coe          | Jürgen Straub      | Steve Ovett         |
| 1984 | Sebastian Coe          | Steve Cram         | José Manuel Abascal |
| 1988 | Peter Rono             | Peter Elliott      | Jens-Peter Herold   |
| 1992 | Fermín Cacho           | Rachid El-Basir    | Mohamed Suleiman    |
| 1996 | Noureddine Morceli     | Fermín Cacho       | Stephen Kipkorir    |
| 2000 | Noah Ngeny             | Hicham El Guerrouj | Bernard Lagat       |
| 2004 | Hicham El Guerrouj     | Bernard Lagat      | Rui Silva           |
| 2008 | Asbel Kiprop           | Nick Willis        | Mehdi Baala         |
| 2012 | Taoufik Makhloufi      | Leonel Manzano     | Abdalaati Iguider   |
| 2016 | Matthew Centrowitz     | Taoufik Makhloufi  | Nick Willis         |
| 2020 | Jakob Ingebrigtsen     | Timothy Cheruiyot  | Josh Kerr           |
| 2024 | Cole Hocker            | Josh Kerr          | Yared Nuguse        |

#### Frauen
| Jahr | Goldmedaille        | Silbermedaille        | Bronzemedaille               |
| ---- | ------------------- | --------------------- | ---------------------------- |
| 1972 | Ljudmila Bragina    | Gunhild Hoffmeister   | Paola Cacchi                 |
| 1976 | Tatjana Kasankina   | Gunhild Hoffmeister   | Ulrike Klapezynski           |
| 1980 | Tatjana Kasankina   | Christiane Wartenberg | Nadija Olisarenko            |
| 1984 | Gabriella Dorio     | Doina Melinte         | Maricica Puică               |
| 1988 | Paula Ivan          | Laima Baikauskaitė    | Tetjana Samolenko-Dorowskych |
| 1992 | Hassiba Boulmerka   | Ljudmila Rogatschowa  | Qu Yunxia                    |
| 1996 | Swetlana Masterkowa | Gabriela Szabo        | Theresia Kiesl               |
| 2000 | Nouria Mérah-Benida | Violeta Szekely       | Gabriela Szabo               |
| 2004 | Kelly Holmes        | Tatjana Tomaschowa    | Maria Cioncan                |
| 2008 | Nancy Jebet Lagat   | Iryna Lischtschynska  | Natalija Tobias              |
| 2012 | Maryam Yusuf Jamal  | Tatjana Tomaschowa    | Abeba Aregawi                |
| 2016 | Faith Kipyegon      | Genzebe Dibaba        | Jennifer Simpson             |
| 2020 | Faith Kipyegon      | Laura Muir            | Sifan Hassan                 |
| 2024 | Faith Kipyegon      | Jessica Hull          | Georgia Bell                 |

### Medaillengewinner der Weltmeisterschaften

#### Männer
| Jahr | Goldmedaille       | Silbermedaille     | Bronzemedaille       |
| ---- | ------------------ | ------------------ | -------------------- |
| 1983 | Steve Cram         | Steve Scott        | Saïd Aouita          |
| 1987 | Abdi Bile          | José Luis González | Jim Spivey           |
| 1991 | Noureddine Morceli | Wilfred Kirochi    | Hauke Fuhlbrügge     |
| 1993 | Noureddine Morceli | Fermín Cacho       | Abdi Bile            |
| 1995 | Noureddine Morceli | Hicham El Guerrouj | Vénuste Niyongabo    |
| 1997 | Hicham El Guerrouj | Fermín Cacho       | Reyes Estévez        |
| 1999 | Hicham El Guerrouj | Noah Ngeny         | Reyes Estévez        |
| 2001 | Hicham El Guerrouj | Bernard Lagat      | Driss Maazouzi       |
| 2003 | Hicham El Guerrouj | Mehdi Baala        | Iwan Heschko         |
| 2005 | Rashid Ramzi       | Adil Kaouch        | Rui Silva            |
| 2007 | Bernard Lagat      | Rashid Ramzi       | Shedrack Kibet Korir |
| 2009 | Yusuf Saad Kamel   | Deresse Mekonnen   | Bernard Lagat        |
| 2011 | Asbel Kiprop       | Silas Kiplagat     | Matthew Centrowitz   |
| 2013 | Asbel Kiprop       | Matthew Centrowitz | Johan Cronje         |
| 2015 | Asbel Kiprop       | Elijah Manangoi    | Abdelaati Iguider    |
| 2017 | Elijah Manangoi    | Timothy Cheruiyot  | Filip Ingebrigtsen   |
| 2019 | Timothy Cheruiyot  | Taoufik Makhloufi  | Marcin Lewandowski   |
| 2022 | Jake Wightman      | Jakob Ingebrigtsen | Mohamed Katir        |
| 2023 | Josh Kerr          | Jakob Ingebrigtsen | Narve Gilje Nordås   |

#### Frauen
| Jahr | Goldmedaille                 | Silbermedaille               | Bronzemedaille         |
| ---- | ---------------------------- | ---------------------------- | ---------------------- |
| 1983 | Mary Decker                  | Samira Saizewa               | Jekaterina Podkopajewa |
| 1987 | Tetjana Samolenko-Dorowskych | Hildegard Körner             | Doina Melinte          |
| 1991 | Hassiba Boulmerka            | Tetjana Samolenko-Dorowskych | Ljudmila Rogatschowa   |
| 1993 | Liu Dong                     | Sonia O’Sullivan             | Hassiba Boulmerka      |
| 1995 | Hassiba Boulmerka            | Kelly Holmes                 | Carla Sacramento       |
| 1997 | Carla Sacramento             | Regina Jacobs                | Anita Weyermann        |
| 1999 | Swetlana Masterkowa          | Regina Jacobs                | Kutre Dulecha          |
| 2001 | Gabriela Szabo               | Violeta Szekely              | Natalja Gorelowa       |
| 2003 | Tatjana Tomaschowa           | Süreyya Ayhan                | Hayley Tullett         |
| 2005 | Tatjana Tomaschowa           | Olga Jegorowa                | Bouchra Ghezielle      |
| 2007 | Maryam Yusuf Jamal           | Iryna Lischtschynska         | Daniela Jordanowa      |
| 2009 | Maryam Yusuf Jamal           | Lisa Dobriskey               | Shannon Rowbury        |
| 2011 | Jenny Simpson                | Hannah England               | Natalia Rodríguez      |
| 2013 | Abeba Aregawi                | Jenny Simpson                | Hellen Obiri           |
| 2015 | Genzebe Dibaba               | Faith Kipyegon               | Sifan Hassan           |
| 2017 | Faith Kipyegon               | Jenny Simpson                | Caster Semenya         |
| 2019 | Sifan Hassan                 | Faith Kipyegon               | Gudaf Tsegay           |
| 2022 | Faith Kipyegon               | Gudaf Tsegay                 | Laura Muir             |
| 2023 | Faith Kipyegon               | Diribe Welteji               | Sifan Hassan           |

### Weltrekordentwicklung

#### Männer
M: Zwischenzeit bei einem Rennen über eine Meile (1609,35 Meter).
| Zeit (min) | Name                | Datum              | Ort            |
| ---------- | ------------------- | ------------------ | -------------- |
| 3:55,8     | Abel Kiviat         | 8. Juni 1912       | Cambridge      |
| 3:54,7     | John Zander         | 5. August 1917     | Stockholm      |
| 3:52,6     | Paavo Nurmi         | 19. Juni 1924      | Helsinki       |
| 3:51,0     | Otto Peltzer        | 11. September 1926 | Berlin         |
| 3:49,2     | Jules Ladoumègue    | 5. Oktober 1930    | Paris          |
| 3:49,2     | Luigi Beccali       | 9. September 1933  | Turin          |
| 3:49,0     | Luigi Beccali       | 17. September 1933 | Mailand        |
| 3:48,8     | Bill Bonthron       | 30. Juni 1934      | Milwaukee      |
| 3:47,8     | Jack Lovelock       | 6. August 1936     | Berlin         |
| 3:47,6     | Gunder Hägg         | 10. August 1941    | Stockholm      |
| 3:45,8     | Gunder Hägg         | 17. Juli 1942      | Stockholm      |
| 3:45,0     | Arne Andersson      | 17. August 1943    | Göteborg       |
| 3:43,0     | Gunder Hägg         | 7. Juli 1944       | Göteborg       |
| 3:43,0     | Lennart Strand      | 15. Juli 1947      | Malmö          |
| 3:43,0     | Werner Lueg         | 29. Juni 1952      | Berlin         |
| 3:42,8 M   | Wes Santee          | 4. Juni 1954       | Compton        |
| 3:41,8 M   | John Landy          | 21. Juni 1954      | Turku          |
| 3:40,8     | Sándor Iharos       | 28. Juli 1955      | Helsinki       |
| 3:40,8     | László Tábori       | 6. September 1955  | Oslo           |
| 3:40,8     | Gunnar Nielsen      | 6. September 1955  | Oslo           |
| 3:40,6     | István Rózsavölgyi  | 3. August 1956     | Tata           |
| 3:40,2     | Olavi Salsola       | 11. Juli 1957      | Turku          |
| 3:40,2     | Olavi Salonen       | 11. Juli 1957      | Turku          |
| 3:38,1     | Stanislav Jungwirth | 12. Juli 1957      | Stará Boleslav |
| 3:36,0     | Herb Elliott        | 28. August 1958    | Göteborg       |
| 3:35,6     | Herb Elliott        | 6. September 1960  | Rom            |
| 3:33,1     | James Ryun          | 8. Juli 1967       | Los Angeles    |
| 3:32,2     | Filbert Bayi        | 2. Februar 1974    | Christchurch   |
| 3:32,1     | Sebastian Coe       | 15. August 1979    | Zürich         |
| 3:32,1     | Steve Ovett         | 15. Juli 1980      | Oslo           |
| 3:31,36    | Steve Ovett         | 27. August 1980    | Koblenz        |
| 3:31,24    | Sydney Maree        | 28. August 1983    | Köln           |
| 3:30,77    | Steve Ovett         | 4. September 1983  | Rieti          |
| 3:29,67    | Steve Cram          | 16. Juli 1985      | Nizza          |
| 3:29,46    | Saïd Aouita         | 23. August 1985    | Berlin         |
| 3:28,86    | Noureddine Morceli  | 6. September 1992  | Rieti          |
| 3:27,37    | Noureddine Morceli  | 12. Juli 1995      | Nizza          |
| 3:26,00    | Hicham El Guerrouj  | 14. Juli 1998      | Rom            |

#### Frauen
* : Kein offiziell anerkannter Weltrekord.
| Zeit (min) | Name                 | Datum              | Ort            |
| ---------- | -------------------- | ------------------ | -------------- |
| 5:45 *     | Siina Simola         | 23. August 1908    | Lieto          |
| 5:43 *     | Lempi Aaltonen       | Juni 1913          | Harjavalta     |
| 5:18,2 *   | Anna Muschkina       | 19. August 1927    | Moskau         |
| 5:07,0 *   | Anna Muschkina       | 16. September 1934 | Alma-Ata       |
| 5:02,0 *   | Lydia Freyberg       | 13. Juli 1936      | Moskau         |
| 4:47,2 *   | Jewdokija Wassiljewa | 30. Juli 1936      | Moskau         |
| 4:45,2 *   | Jewdokija Wassiljewa | 13. September 1937 | Moskau         |
| 4:41,8 *   | Anna Saizewa-Bosenko | 10. Juni 1940      | Moskau         |
| 4:38,0 *   | Jewdokija Wassiljewa | 17. August 1944    | Moskau         |
| 4:37,8 *   | Olga Owsjannikowa    | 15. September 1946 | Dnepropetrowsk |
| 4:37,0 *   | Nina Pletnjowa       | 30. August 1952    | Leningrad      |
| 4:35,4 *   | Phyllis Perkins      | 17. Mai 1956       | Hornchurch     |
| 4:30,0 *   | Diane Leather        | 16. Mai 1957       | Hornchurch     |
| 4:29,7 *   | Diane Leather        | 19. Juli 1957      | London         |
| 4:19,0 *   | Marise Chamberlain   | 8. Dezember 1962   | Perth          |
| 4:17,3     | Anne Smith           | 3. Juni 1967       | Chiswick       |
| 4:15,6     | Maria Gommers        | 24. Oktober 1967   | Sittard        |
| 4:12,4     | Paola Pigni          | 2. Juli 1969       | Mailand        |
| 4:10,7     | Jaroslava Jehličková | 20. September 1969 | Athen          |
| 4:09,6     | Karin Burneleit      | 15. August 1971    | Helsinki       |
| 4:06,9     | Ljudmila Bragina     | 18. Juli 1972      | Moskau         |
| 4:06,5     | Ljudmila Bragina     | 4. September 1972  | München        |
| 4:05,1     | Ljudmila Bragina     | 7. September 1972  | München        |
| 4:01,4     | Ljudmila Bragina     | 9. September 1972  | München        |
| 3:56,0     | Tatjana Kasankina    | 28. Juni 1976      | Podolsk        |
| 3:55,0     | Tatjana Kasankina    | 6. Juli 1980       | Moskau         |
| 3:52,47    | Tatjana Kasankina    | 13. August 1980    | Zürich         |
| 3:50,46    | Qu Yunxia            | 11. September 1993 | Peking         |
| 3:50,07    | Genzebe Dibaba       | 17. Juli 2015      | Monaco         |
| 3:49,11    | Faith Kipyegon       | 2. Juni 2023       | Florenz        |
| 3:49,04    | Faith Kipyegon       | 7. Juli 2024       | Paris          |
| 3:48,68    | Faith Kipyegon       | 5. Juli 2025       | Eugene         |

### Weltbestenliste

#### Männer
Alle Läufer mit einer Zeit von 3:29,77 min oder schneller. Letzte Veränderung: 20. Juni 2025
1. 3:26,00 min  Hicham El Guerrouj, Rom, 14. Juli 1998
2. 3:26,34 min  Bernard Lagat, Brüssel, 24. August 2001
3. 3:26,69 min  Asbel Kiprop, Monaco, 17. Juli 2015
4. 3:26,73 min  Jakob Ingebrigtsen, Monaco, 12. Juli 2024 (Europarekord)
5. 3:27,37 min  Noureddine Morceli, Nizza, 12. Juli 1995
6. 3:27,49 min  Azeddine Habz, Paris, 20. Juni 2025
7. 3:27,64 min  Silas Kiplagat, Monaco, 18. Juli 2014
8. 3:27,65 min  Cole Hocker, Paris, 6. August 2024
9. 3:27,72 min  Phanuel Kipkosgei Koech, Paris, 20. Juni 2025
10. 3:27,79 min  Josh Kerr, Paris, 6. August 2024
11. 3:27,80 min  Yared Nuguse, Paris, 6. August 2024
12. 3:28,12 min  Noah Ngeny, Zürich, 11. August 2000
13. 3:28,28 min  Timothy Cheruiyot, Monaco, 9. Juli 2021
14. 3:28,36 min  George Mills, Paris, 20. Juni 2025
15. 3:28,75 min  Taoufik Makhloufi, Monaco, 17. Juli 2015
16. 3:28,76 min  Mohamed Katir, Monaco, 9. Juli 2021
17. 3:28,79 min  Abdalaati Iguider, Monaco, 17. Juli 2015
18. 3:28,80 min  Elijah Motonei Manangoi, Monaco, 21. Juli 2017
19. 3:28,80 min  Brian Komen, Monaco, 12. Juli 2024
20. 3:28,81 min  Mohamed Farah, Monaco, 19. Juli 2013
21. 3:28,81 min  Ronald Kwemoi, Monaco, 18. Juli 2014
22. 3:28,95 min  Fermín Cacho, Zürich, 13. August 1997
23. 3:28,98 min  Mehdi Baala, Brüssel, 5. September 2003
24. 3:29,02 min  Daniel Kipchirchir Komen, Rom, 14. Juli 2006
25. 3:29,03 min  Festus Lagat, Paris, 20. Juni 2025
26. 3:29,11 min  Abel Kipsang, Chorzów, 16. Juli 2023
27. 3:29,14 min  Rashid Ramzi, Rom, 14. Juli 2006
28. 3:29,18 min  Vénuste Niyongabo, Brüssel, 22. August 1997
29. 3:29,18 min  Mario García, Oslo, 15. Juni 2023
30. 3:29,23 min  Jake Wightman, Eugene, 19. Juli 2022
31. 3:29,23 min  Stefan Nillessen, Paris, 20. Juni 2025
32. 3:29,29 min  William Chirchir, Brüssel, 24. August 2001
33. 3:29,41 min  Oliver Hoare, Oslo, 15. Juni 2023
34. 3:29,45 min  Hobbs Kessler, Paris, 6. August 2024
35. 3:29,46 min  Saïd Aouita, Berlin, 23. August 1985
36. 3:29,46 min  Daniel Komen, Monaco, 16. August 1997
37. 3:29,47 min  Narve Gilje Nordås, Oslo, 15. Juni 2023
38. 3:29,47 min  Augustine Kiprono Choge, Berlin, 14. Juni 2009
39. 3:29,50 min  Caleb Ndiku, Monaco, 19. Juli 2013
40. 3:29,51 min  Ali Saïdi-Sief, Lausanne, 4. Juli 2001
41. 3:29,51 min  Stewart McSweyn, Monaco, 9. Juli 2021
42. 3:29,51 min  Lamecha Girma, Lausanne, 30. Juni 2023
43. 3:29,53 min  Amine Laalou, Monaco, 22. Juli 2010
44. 3:29,54 min  Niels Laros, Paris, 6. August 2024
45. 3:29,58 min  Ayanleh Souleiman, Monaco, 18. Juli 2014
46. 3:29,66 min  Nick Willis, Monaco, 17. Juli 2015
47. 3:29,67 min  Steve Cram, Nizza, 16. Juli 1985
48. 3:29,77 min  Sydney Maree, Köln, 25. August 1985
49. 3:29,77 min  Sebastian Coe, Rieti, 7. September 1986
50. 3:29,77 min  Nixon Chepseba, Monaco, 20. Juli 2012

- deutscher Rekord: Robert Farken – 3:30,80 min am 6. Juni 2025 in Rom
- Schweizer Rekord: Pierre Délèze – 3:31,75 min am 21. August 1985 in Zürich
- österreichischer Rekord: Raphael Pallitsch – 3:33,59 min am 28. Mai 2024 in Ostrava

#### Frauen
Alle Läuferinnen mit einer Zeit von 3:56,91 min oder schneller. (Letzte Veränderung: 16. August 2025)
1. 3:48,68 min  Faith Kipyegon, Eugene , 5. Juli 2025
2. 3:50,07 min  Genzebe Dibaba, Monaco, 17. Juli 2015
3. 3:50,30 min  Gudaf Tsegay, Xiamen, 20. April 2024
4. 3:50,46 min  Qu Yunxia, Peking, 11. September 1993
5. 3:50,83 min  Jessica Hull, Paris, 7. Juli 2024
6. 3:50,98 min  Jiang Bo, Shanghai, 18. Oktober 1997
7. 3:51,34 min  Lang Yinglai, Shanghai, 18. Oktober 1997
8. 3:51,44 min  Diribe Welteji, Eugene, 5. Juli 2025
9. 3:51,92 min  Wang Junxia, Peking, 11. September 1993
10. 3:51,95 min  Sifan Hassan, Doha, 5. Oktober 2019 (Europarekord)
11. 3:52,47 min  Tatjana Kasankina, Zürich, 13. August 1980
12. 3:52,61 min  Georgia Bell, Paris, 10. August 2024
13. 3:53,23 min  Birke Haylom, Xiamen, 20. April 2024
14. 3:53,37 min  Laura Muir, Paris, 10. August 2024
15. 3:53,91 min  Yin Lili, Shanghai, 18. Oktober 1997
16. 3:53,96 min  Paula Ivan, Seoul, 1. Oktober 1988
17. 3:53,97 min  Lan Lixin, Shanghai, 18. Oktober 1997
18. 3:54,16 min  Freweyni Hailu, Rom, 30. August 2024
19. 3:54,23 min  Olga Dwirna, Kiew, 27. Juli 1982
20. 3:54,52 min  Zhang Ling, Shanghai, 18. Oktober 1997
21. 3:54,73 min  Beatrice Chebet, Chorzów, 16. August 2025
22. 3:54,87 min  Hirut Meshesha, Chorzów, 16. Juli 2023
23. 3:54,99 min  Shelby Houlihan, Doha, 5. Oktober 2019
24. 3:55,07 min  Dong Yanmei, Shanghai, 18. Oktober 1997
25. 3:55,30 min  Hassiba Boulmerka, Barcelona, 8. August 1992
26. 3:55,33 min  Süreyya Ayhan, Brüssel, 5. September 2003
27. 3:55,33 min  Nikki Hiltz, Eugene, 30. Juni 2024
28. 3:55,68 min  Julija Fomenko, Paris, 8. Juli 2006
29. 3:55,87 min  Ciara Mageean, Brüssel, 8. September 2023
30. 3:55,90 min  Emily Mackay, Eugene, 30. Juni 2024
31. 3:55,99 min  Elle Purrier St. Pierre, Eugene, 30. Juni 2024
32. 3:56,07 min  Susan Lokayo Ejore, Paris, 10. August 2024
33. 3:56,12 min  Gabriela DeBues-Stafford, Doha, 5. Oktober 2019
34. 3:56,14 min  Samira Saizewa, Kiew, 27. Juli 1982
35. 3:56,14 min  Nelly Chepchirchir, Rom, 30. August 2024
36. 3:56,18 min  Maryam Yusuf Jamal, Rieti, 27. August 2006
37. 3:56,29 min  Shannon Rowbury, Monaco, 17. Juli 2015
38. 3:56,31 min  Liu Dong, Shanghai, 17. Oktober 1997
39. 3:56,39 min  Linden Hall, Chorzów, 16. August 2025
40. 3:56,43 min  Jelena Sobolewa, Paris, 8. Juli 2006
41. 3:56,50 min  Tetjana Posdnjakowa, Kiew, 27. Juli 1982
42. 3:56,54 min  Abeba Aregawi, Rom, 31. Mai 2012
43. 3:56,63 min  Nadeschda Ralldugina, Prag, 18. August 1984
44. 3:56,65 min  Jekaterina Podkopajewa, Rieti, 2. September 1984
45. 3:56,69 min  Agathe Guillemot, Paris, 8. August 2024
46. 3:56,70 min  Doina Melinte, Bukarest, 12. Juli 1986
47. 3:56,72 min  Katie Snowden, Budapest, 20. August 2023
48. 3:56,75 min  Sinclaire Johnson, Eugene, 30. Juni 2024
49. 3:56,91 min  Ljudmila Rogatschowa, Barcelona, 8. August 1992
50. 3:56,91 min  Tatjana Tomaschowa, Göteborg, 13. August 2006

- deutscher Rekord: Christiane Wartenberg – 3:57,71 min am 1. August 1980 in Moskau
- Schweizer Rekord: Anita Weyermann – 3:58,20 min am 8. August 1998 in Monaco
- österreichischer Rekord: Theresia Kiesl – 4:03,02 min am 3. August 1996 in Atlanta